# Políedre arquimedià
En geometria, un políedre arquimedià o semiregular és un poliedre convex les cares del qual estan formades per dos o més tipus de polígons regulars tal que els seus vèrtexs són homogenis. També cal que el políedre no sigui ni un prisma ni un antiprisma. Els políedres arquimedians són 13, i es diferencien dels sòlids platònics (o regulars), en què totes les cares dels sòlids platònics són iguals i dels sòlids de Johnson, en què els vèrtexs d'aquests últims no són homogenis.

## Definició
Un políedre arquimedià o semiregular és un políedre convex que satisfà les següents propietats:
1. Les seves cares són polígons regulars.
2. Els seus vèrtexs són homogenis: és a dir, per cada parell de vèrtexs hi ha una simetria del sòlid que transforma el primer en el segon.
3. No és ni un sòlid platònic ni un prisma ni un antiprisma.

Un sòlid arquimedià té almenys dos tipus de cares diferents: els sòlids que satisfan les dues primeres propietats i que només tenen un tipus de cara són els sòlids platònics (o regulars). Els sòlids arquimedians, per tant en un cert sentit són els sòlids més "regulars" després dels platònics (d'aquí el terme "semiregulars").
Els prismes i els antiprismes no són considerats tradicionalment arquimedians, encara que compleixin les dues primeres propietats. Els prismes i els antiprismes difereixen qualitativament dels sòlids d'Arquimedes per dos factors:
1. Els prismes i els antiprismes formen dues famílies de sòlids infinites, mentre que els sòlids d'Arquímedes són en nombre finit (13)
2. Els prismes i els antiprismes permeten "unes poques" simetries (el seu grup de simetria és el grup diedre, un grup "més senzill" que els grups de simetria dels sòlids arquimedians).

## Origen del nom
Els políedres arquimedians deuen el seu nom a Arquimedes, qui els va estudiar en un treball ara perdut. Durant el Renaixement diversos artistes matemàtics, que tornaren a valorar les formes pures varen redescobir tots aquests políedres rics en simetries. Aquesta recerca fou completada entorn del 1619 per Kepler, que va redefinir prisma, antiprisma i dos dels políedres regulars no convexos avui en dia anomenats sòlids de Kepler-Poinsot.

## Característiques

### Vèrtexs
Donat que els vèrtexs són homogenis, són tots iguals. Més concretament, les cares incidents a un vèrtex són iguals i en el mateix ordre que les incidents a qualsevol altre (es poden obtenir unes de les altres per mitjà de rotacions).

### Arestes
Les arestes d'un poliedre arquimedià tenen totes la mateixa longitud: això és degut al fet que les cares són totes polígo regulars. La longitud a d'una aresta és un paràmetre que determina la mida total del políedre: els canvis de a transformen el poliedre per semblança. En conseqüència, el volum i la superfície d'un poliedre arquimedià es calculen en funció de a.

## Classificació
Hi ha tretze sòlids arquimedians, dos dels quals són quirals, és a dir que no és equivalents a la seva imatge especular: Per aquesta raó, en alguns contextos aquests políedres es compten dues vegades i es parla de 15 sòlids arquimedians. A la taula següent per configuració dels vèrtexs s'entén la successió de nombres dels costats que caracteritzen les polígons regulars que incideixen a cada vèrtex. Per exemple, la configuració (4,6,8) significa que a cada vèrtex hi incideix un quadrat, un hexàgon i un octògon; la successió es determina resseguint el vèrtex en sentit horari. El grup de simetria del sòlid Oh, Ih i Td és respectivament el grup de simetria de l'octàedre, l'icosàedre i el tetràedre. Els grups O i I són els subgrups respectivament de Oh i Ih formats per les simetries que preserven l'orientació.
| Nom (Configuració dels vèrtexs)                                       | Transparent           | Sòlid                                             | Desenvolupament pla                                                       | Cares | Cares (Per tipus)                     | Arestes | Vèrtexs | Grup de simetria |
| --------------------------------------------------------------------- | --------------------- | ------------------------------------------------- | ------------------------------------------------------------------------- | ----- | ------------------------------------- | ------- | ------- | ---------------- |
| tetràedre truncat (3.6.6)                                             | (Animació)            | Tetràedre truncat                                 | Desenvolupament pla del tetràedre truncat                                 | 8     | 4 triangles 4 hexàgons                | 18      | 12      | Td               |
| cuboctàedre (rombitetratetràedre) (3.4.3.4)                           | (Animació)            | Cuboctàedre                                       | Desenvolupament pla del cuboctàedre                                       | 14    | 8 triangles 6 quadrats                | 24      | 12      | Oh               |
| cub truncat (3.8.8)                                                   | (Animació)            | Cub truncat                                       | Desenvolupament pla del cub truncat                                       | 14    | 8 triangles 6 octàgons                | 36      | 24      | Oh               |
| octàedre truncat (tetratetràedre truncat) (4.6.6)                     | (Animació)            | Octàedre truncat                                  | Desenvolupament pla de l'octàedre truncat                                 | 14    | 6 quadrats 8 hexàgons                 | 36      | 24      | Oh               |
| rombicuboctàedre (petit rombicuboctàedre) (3.4.4.4)                   | (Animació)            | petit rombicuboctàedre(3.4.4.4)                   | Desenvolupament pla del petit rombicuboctàedre(3.4.4.4)                   | 26    | 8 triangles 18 quadrats               | 48      | 24      | Oh               |
| cuboctàedre truncat (gran rombicuboctàedre) (4.6.8)                   | (Animació)            | cuboctàedre truncato gran rombicuboctàedre(4.6.8) | Desenvolupament pla del cuboctàedre truncato gran rombicuboctàedre(4.6.8) | 26    | 12 quadrats 8 hexàgons 6 octàgons     | 72      | 48      | Oh               |
| cub xato (cuboctàedre xato) (2 formes quirals) (3.3.3.3.4)            | (Animació) (Animació) | cub xato                                          | Desenvolupament pla del cub xato                                          | 38    | 32 triangles 6 quadrats               | 60      | 24      | O                |
| icosidodecàedre (3.5.3.5)                                             | (Animació)            | icosidodecàedre(3.5.3.5)                          | Desenvolupament pla de l'icosidodecàedre(3.5.3.5)                         | 32    | 20 triangles 12 pentàgons             | 60      | 30      | Ih               |
| dodecàedre truncat (3.10.10)                                          | (Animació)            | dodecàedre truncat(3.10.10)                       | Desenvolupament pla del dodecàedre truncat(3.10.10)                       | 32    | 20 triangles 12 decàgons              | 90      | 60      | Ih               |
| icosàedre truncat (5.6.6)                                             | (Animació)            | icosàedre truncat(5.6.6)                          | Desenvolupament pla de l'icosàedre truncat(5.6.6)                         | 32    | 12 pentàgons 20 hexàgons              | 90      | 60      | Ih               |
| rombicosidodecàedre (petit rombicosidodecàedre) (3.4.5.4)             | (Animació)            | petit rombi-cosidodecàedre(3.4.5.4)               | Desenvolupament pla del petit rombi-cosidodecàedre(3.4.5.4)               | 62    | 20 triangles 30 quadrats 12 pentagons | 120     | 60      | Ih               |
| icosidodecàedre truncat (gran rombicosidodecàedre) (4.6.10)           | (Animació)            | gran rombi-cosidodecàedre(4.6.10)                 | Desenvolupament pla del gran rombi-cosidodecàedre(4.6.10)                 | 62    | 30 quadrats 20 hexàgons 12 decàgons   | 180     | 120     | Ih               |
| dodecàedre xato (icosidodecàedre xato) (2 formes quirals) (3.3.3.3.5) | (Animació) (Animació) | dodecàedre xato                                   | Desenvolupament pla del dodecàedre xato                                   | 92    | 80 triangles 12 pentàgons             | 150     | 60      | I                |

### Poliedres quasiregulars
Els dos primers políedres, el cuboctàedre i el icosidodecàedre, tenen fins i tot les arestes homogènies: per cada parell d'arestes hi ha una simetria del políedre que mou la primera en la segona. Els políedres amb aquesta propietat s'anomenen quasiregulars (no confondre amb semiregulars, sinònim d'arquimedians).

### Políedres quirals
El cub xato i el dodecàedre xato són poliedres quirals, políedres que no són equivalents a la seva imatge especular. Aquestes presenten dues formes, levomorfa i dextromorfa, que, com les mans, es transformen l'una en l'altra per una reflexió respecte d'un pla.

## Políedres duals
Els políedres duals dels políedres arquimedians s'anomenen sòlids de Catalan. La relació de dualitat intercanvia els papers dels vèrtexs i de les cares: com que els políedres arquimedians tenen els vèrtexs homogenis (però no les cares), els de Catalan tenen les cares homogènies (però no els vèrtexs).